# Heini Linkshänder

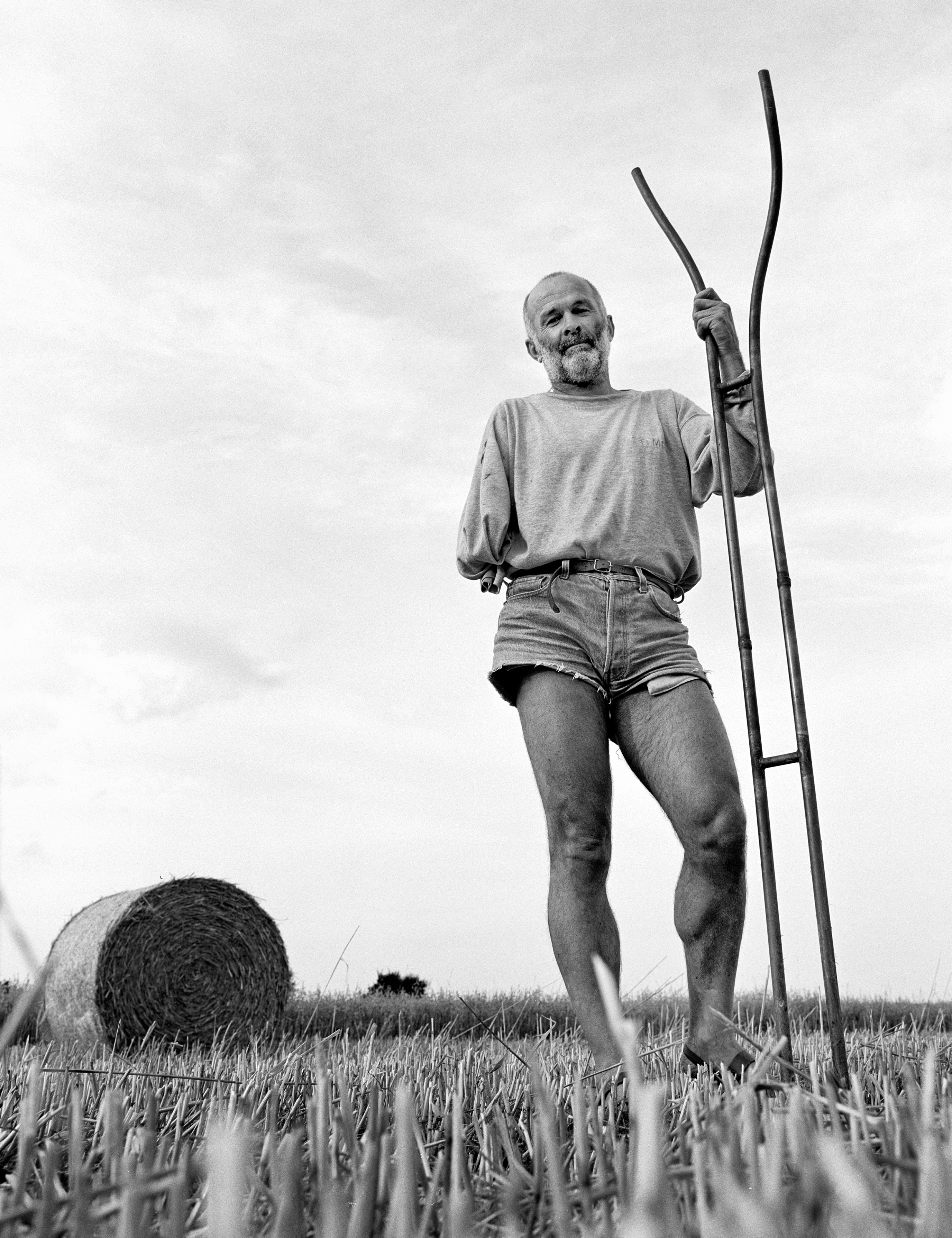
Heini Linkshänder in der Landschaft

Heini Linkshänder (bürgerlich Heinrich Straßer; * 22. Januar 1938 in Laufen an der Salzach; † 8. Mai 2012 in Worpswede) war ein deutscher Künstler.

## Biografie
Straßer verlor 1960 bei einem Arbeitsunfall an der Kreissäge seinen rechten Arm. Er war Gasthörer bei Fritz Wotruba an der Wiener Akademie der Bildenden Künste, bei Alfons Ortner an der Akademie für angewandte Kunst in Linz, bei Heinrich Kirchner an der Akademie der Bildenden Künste München und bei Joseph Beuys in Düsseldorf.
Von 1977 bis 1979 besuchte er die internationale Sommerakademie für bildende Kunst in Salzburg (Klasse für Radierung bei Friedrich Meckseper).
Ab 1972 arbeitete er als freischaffender Künstler, unter anderem als Maler, Zeichner, Grafiker, Goldschmied, Bildhauer und Aktionskünstler.

## Ausstellungen
- 1978 "Laufen 78 - Fünf bildende Künstler des Berchtesgadner Landes", Gruppenausstellung, Gymnasium Laufen
- 1978 Erste Einzelausstellung in der Galerie Armstorfer, Salzburg
- 1980 "SIGNALE – SIGNATUREN – SPUREN", Einzelausstellung, Galerie Armstorfer, Salzburg
- 1981 "DIE TRADITION BESTIMMEN WIR", Einzelausstellung, Galerie Simmerl, Saalfelden
- 1981 "Ommasch DA DA", Ausstellungsbeteiligung, Galerie Lang, Wien
- 1982 "Skulptur II", Ausstellungsbeteiligung, Alter Botanischer Garten, München
- 1982 "Krieg und Frieden", Ausstellungsbeteiligung, BBK Kassel
- 1986 "NATUR – KEIN ORT NIRGENDS", Einzelausstellung, Mittelpunktschule, Worpswede.
- 1988 "DIE WUNDE UNSERER KULTUR SITZT TIEF", Kommunale Galerie, Bremen
- 1989 "ICH HABE MEINEN RECHTEN ARM DURCH DAS DENKEN VERLÄNGERT oder DIE ENERGIE BIN ICH", Installation, Atelierhof Bremen
- 1989 "DIE WILDEN ALPEN", Einzelausstellung, Kulturetage, Bremerhaven
- 1990 "ICH ZEIGE MEINE WUNDE", Einzelausstellung, Galerie Bänder, Düsseldorf
- 1992 "Stadt und Land" – eine Annäherung" Ausstellungsbeteiligung
- 1992 "WENN EIN MENSCH AUF DIE WELT KOMMT, WIRD SEHNSUCHT GEBOREN", Einzelausstellung, Atelierhof, Bremen
- 1993 "ICH DENKE WAS ICH TU UND WAS MACHST DU!", Einzelausstellung, KAOS-Galerie, Köln
- 1993 "SCHWARZ-ROT-GOLD", Einzelausstellung, Galerie 149, Bremerhaven
- 1993 "ERNTE LANGER ZEITEN ODER DAS UNKRAUT WÄCHST MIT DEM WEIZEN"[2], Einzelausstellung, Kunstverein Cuxhaven
- 1993 "Große Kunstschau NRW" Ausstellungsbeteiligung, Düsseldorf-Ehrenhof
- 1994 "Große Kunstschau NRW" Ausstellungsbeteiligung, Düsseldorf-Ehrenhof
- 1994 "Positionen neuer Tendenzen in der figurativen Malerei", Ausstellungsbeteiligung, Kunsthalle Faust Hannover
- 1995 "AUFTRAG", Einzelausstellung, Kunstverein Osterholz-Scharmbeck
- 1996 „OSTLAND – WESTLAND, BRECHEN WIR DAS EIS VON UNSEREN LIPPEN“, Einzelausstellung, Mestna Galerija, Ljubljana
- 1996 "SCHREITEN IN RICHTUNG HORIZONT", Einzelausstellung, Produzentengalerie Karg e.V., Oldenburg
- 1996 "ICH BIN EIN KÄMPFER, ABER KEIN WETTKÄMPFER", Einzelausstellung, Werkstattgalerie, Bremen
- 1996 "ICH ZEICHNE MIR DAS LEBEN INS GESICHT oder DIE KRAFT ARBEITET UND BRINGT DAS RESULTAT", Forum für zeitgenössische Kunst, Worpswede
- 1997 Wohnstattausstellung
- 1997 Einzelausstellung im Haus Atlantis, Worpswede
- 1998 "von anderen Dieter Roth zu Ehren", Ausstellungsbeteiligung, Galerie Schlehn, Neustadt am Rübenberge
- 1998 "SUBJEKTIV – REFLEKTIV POSITIONEN II", Kunstverein Neustadt am Rübenberge
- 1998 "MAN WÄCHST HINEIN IN DIESES LEBEN – HEINI LINKSHÄNDER 60", Einzelausstellung, Galerie Altes Rathaus, Worpswede
- 2000 "DAS 5. ELEMENT", Einzelausstellung, Gerhard-Marcks-Pavillon, Bremen
- 2000 "OHNE MICH ZU FRAGEN, SOLLTEN SIE KEINE KUNST KAUFEN", Einzelausstellung, Werkraum, Dachau
- 2001 "DIE WÜRDE DES UNBEKANNTEN", Einzelausstellung, Grafikangebot Müller, Großpösner und Leipzig
- 2002 "IN DEN BERGEN WOHNEN, AM WASSER LEBEN", Einzelausstellung, Kunstforum, Steinhude
- 2003 "FEUER UND FLAMME", Arbeiten der letzten 20 Jahre, Einzelausstellung, Murkens Hof, Lilienthal
- 2004 "KOPFHITZE"[3], Einzelausstellung, Galerie Junger, Oberndorf bei Salzburg

- 2005 "STROM DER ERINNERUNG oder DIE KRAFT ARBEITET UND BRINGT DAS RESULTAT", Einzelausstellung, Haus im Schluh, Worpswede
- 2005 "WAS IMMER WO IMMER WANN IMMER" mit Michael Lembke, Projektraum Künstlerhaus I, Worpswede
- 2005 "DURCHGANG VON STRÖMEN", Einzelausstellung, Bunker F38, Bremen
- 2007 "DIE ANWESENHEIT VERLIERT AN DAUER", Einzelausstellung, Galerie für gegenwärtige Kunst, Neustrelitz
- 2007 "ICH DENKE WAS ICH TU`- UND WAS MACHST DU?"[4], Einzelausstellung, Grubenarchiv, Große Kunstschau Worpswede
- 2008 "MIT BISS INS NÄCHSTE JAHRZEHNT – HEINI LINKSHÄNDER 70", Einzelausstellung, Galerie für gegenwärtige Kunst, Worpswede
- 2008 "ALLES IN ALLEM. Heini Linkshänder 70. Malerei auf Leinen und Papier", Einzelausstellung, Galerie für gegenwärtige Kunst, Kirchanschöring
- 2009 "25 aus 25 - 25 Jahre Kunstverein Neustadt a. Rbg.", Ausstellungsbeteiligung, Neustadt a. Rbg
- 2009 "Jahresgaben", Ausstellungsbeteiligung, Kunstverein Neustadt a. Rbg.
- 2010 "Die Kunst und das Wattenmeer", Ausstellungsbeteiligung, Kunstverein Fischerhude
- 2011 "VON BLEISTIFTGRAU BIS ÖLFARBENSCHWARZ", Einzelausstellung, Atelierhof Galerie, Bremen
- 2011 "MEINE HEIMAT IST DIE KUNST UND DIE SITZT IM KOPF",[5] Einzelausstellung, Kunstverein Osterholz-Scharmbeck
- 2011 "Neues aus dem Atelier", Ausstellungsbeteiligung, Eisfabrik Hannover
- 2011 "ALLES IN ALLEM", Einzelausstellung, Kunstverein Fischerhude in Buthmanns Hof e.V., Fischerhude
- 2011 "ICH BIN EIN KOPF DER LEIDENSCHAFT", Einzelausstellung, Mittelfeld Atelier, Hannover
- 2011 "En plein air"[6], Ausstellungsbeteiligung, Worpswede
- 2012 "Neujahresgaben", Ausstellungsbeteiligung, Kunstverein Neustadt a. Rbg.
- 2013 „Razstava. 50 let Mestne galerije“, Ausstellungsbeteiligung, Mestna Galerija Ljubljana
- 2013 „Zwischen den Polen“ Ausstellungsbeteiligung, Kunst- und Filmbienale[7], Gastland Polen, Worpsweder Kunsthalle
- 2013 “Alles mit Links”[8], Retrospektive, Große Kunstschau, Worpswede
- 2014 “Von Mackensen bis Meese”, Ausstellungsbeteiligung, Große Kunstschau, Worpswede
- 2014 “3x Netzel – Händler, Sammler, Visionär”, Ausstellungsbeteiligung, Worpsweder Kunsthalle
- 2014 “Zeitspeicher – Vier Häuser für die Kunst”[9], Ausstellungsbeteiligung, Worpsweder Kunsthalle
- 2015 “Druckgrafik und Objekte”[10], Einzelausstellung, Haus im Schluh, Worpswede
- 2017 „Heinz Dodenhof – Ein Leben für die Kunst“, Ausstellungsbeteiligung, Große Kunstschau, Worpswede
- 2017 „Emil Nolde und die Brücke“[11], Ausstellungsbeteiligung, Galerie Herold, Hamburg
- 2018 „Rückblicke – Eine Hommage“[12], Worpswede zeitgenössisch, Gruppenausstellung, Worpsweder Kunsthalle

## Aktionen
- 1980 "JAHRHUNDERTLOCH"[13], Aktion, Laufen an der Salzach
- 1980 "KÜNSTLER arbeiten für die GESELLSCHAFT wie andere auch" Aktion in Wien, art 80 Basel, Bremen
- 1980 "KUNSTMACHT" Straßenaktion am Kapitelplatz in Salzburg (durch Polizeieinsatz beendet). Organstrafmandat wegen Straßenverunreinigung.
- 1981 "DIE ENERGIE BIN ICH" Straßenaktion in Linz, Festnahme durch die Polizei
- 1982 "KULTURSCHMERZ", Straßenaktion, Blutenburgstraße, München
- 1982 "KUNSTSPERRGEBIET", Straßenaktion Fußgängerzone, München
- 1983 "DAS MOOR HAT SEINE SCHULDIGKEIT GETAN", Straßenaktion, Worpswede
- 1983 Stempeltisch, Aktion auf der Spiellinie, Kiel
- 1984 „LEBENDES HOLZ – LEBENDES FEUER – LEBENDES LICHT“, Aktion mit Eu Nim Ro und Wittwolf Malik am Barkenhof, Worpswede
- 1984 "FAST EIN TORSO" Aktion am Barkenhof, Worpswede
- 1984 "VERFREMDUNG" Aktion auf der Spiellinie, Kiel
- 1985 "TAGESBILDER" Aktion auf der Spiellinie, Kiel
- 1986 "GIPFELKREUZ" Aktion am Weyerberg, Worpswede. Wurde zerstört.
- 1986 "WIR HABEN ZU WENIG BLITZE", Aktion auf der Spiellinie, Kiel
- 1988 "NORD_SÜD_DIALOG" Aktion
- 1989 "KULTUR HAT KONJUNKTUR ODER IMMER WIEDER MARTHA", Aktion mit Max Schmalz, Worpswede
- 1995 "OSTLAND – WESTLAND", Aktion, Galerie für gegenwärtige Kunst, Neustrelitz

## Arbeiten im öffentlichen Raum
- 1989 "WELLE DER ERREGUNG mit TOR DER 9 MUSEN", Bildhauersymposium, Worpswede
- 1992 "EINGRIFFE UND KOMMENTARE"[14], Kunst im öffentlichen Raum Bremen
- 1998 "DEN DER BRUNNEN IST DAS OHR DER ERDE - GRUSS AN DIE SONNE" Brunnenskulptur, Kreissparkasse Osterholz

## Ausstellungskataloge
- 1978 "Laufen 78 - Fünf bildende Künstler des Berchtesgadner Landes", Gruppenausstellung, Gymnasium Laufen (Salzach)
- 1982 "Skulptur II", Ausstellungsbeteiligung, Alter Botanischer Garten, München
- 1991 „Einen Berg abtragen oder die Wärme verläßt den Raum“[15], Skulpturen - Zeichnungen – Wasserfarben, Studiengalerie Busse, Worpswede
- 1994 „Heini Linkshänder – Zeichnungen + Skulpturen“[16], Gefördert von: Stadtsparkasse Cuxhaven, Architekturbüro Wolfgang Kiesling, Förderkreis Kultur Worpswede
- 1996 „Ostland – Westland, brechen wir das Eis von unseren Lippen“[17], Skulpturen – Zeichnungen – Wasserfarben, Mestna Galerija Ljubljana
- 1998 „Heini Linkshänder – Zeichnungen“[18], Edition Künstlerbrot
- 2009 "25 aus 25 - 25 Jahre Kunstverein Neustadt a. Rbg.", Ausstellungsbeteiligung
- 2013 „Heini Linkshänder – Ich bin ein Kopf der Leidenschaft“[19], Jürgen Strasser Verlag

## Filme
- 2000 „Myhtos, Moor & Marmorkuchen - Die Künstlerkolonie Worpswede“, ein Film von Günter Wallbrecht, ww-media.eu[20]
- 2006 „Am Moore“, Worpsweder Situationen und Szenen, ein Film von Gert Bendel
- 2013 „Myhtos, Moor & Marmorkuchen“, Zusammenschnitt[21]. Anlässlich der Retrospektive „Alles mit Links“ in der Großen Kunstschau Worpswede hat der Filmemacher Günter Wallbrecht die Sequenzen über Heini Linkshänder zu einem lebendigen Kurzportrait zusammengefasst.

## Sammlungen
- Landesregierung von Salzburg
- Landkreis Osterholz
- Sparkasse Rosenheim-Bad Aibling
- Sparkasse Bad Reichenhall
- Kreissparkasse Osterholz
- Heinrich Vogeler Stiftung Haus im Schluh, Worpswede
- Kulturstiftung Landkreis Osterholz (Große Kunstschau Worpswede)
- Worpsweder Kunststiftung Friedrich Netzel
- sowie zahlreiche private Sammler im In- und Ausland

## Preise und Auszeichnungen
- 1979 Ehrenpreis der Landesregierung Salzburg für Radierung
- 1993 2. Preis im Gestaltungswettbewerb Kunst im Öffentlichen Raum Bremen
- 1994 Kulturpreis der Volksbank Osterholz-Scharmbeck
- 1995 Kunst- und Kulturpreis des Landkreises Osterholz für Druckgrafik